# Ilme Schlichting
Ilme Schlichting (* 8. März 1960 in Kiel) ist eine deutsche Biophysikerin.

## Leben und Wirken
Ilme Schlichting studierte von 1979 bis 1987 Biologie und Physik an der Ruprecht-Karls-Universität Heidelberg und schloss 1985 mit dem Diplom in Biologie über Untersuchungen zum Mechanismus der Muskelkontraktion mittels Röntgen-Kleinwinkelstreuung sowie 1987 in Physik über 1H und 31P NMR-spektroskopische Untersuchungen am ras oncogen Product p21 ab. Sie promovierte 1990 in Biologie über Biophysikalische Studien am ras oncogen Produkt p21H.
Schlichting war als Feodor-Lynen-Stipendiatin von 1990 bis 1992 an der Brandeis University in Boston und ging anschließend an das Max-Planck-Institut für medizinische Forschung in Heidelberg. Sie war von 1994 bis 2001 Arbeitsgruppenleiterin am Max-Planck-Institut für molekulare Physiologie in Dortmund. Seit dem Jahr 2002 ist sie Direktorin der Abteilung Biomolekulare Mechanismen am Max-Planck-Institut für medizinische Forschung in Heidelberg.

## Forschungsschwerpunkte
Schlichting gelangen bereits während ihrer Promotion mit dem Laue-Verfahren wesentliche Beiträge zum Verständnis der Schalterfunktion des Michaelis-Komplexes und damit zum Verständnis dieses Enzyms.

## Auszeichnungen
- Feodor-Lynen-Stipendium, Alexander von Humboldt-Stiftung, 1990
- Karl-Lohmann-Preis, 1991
- Otto-Hahn-Medaille, 1991
- Ernst Schering Preis, 1998
- Gottfried-Wilhelm-Leibniz-Preis, Deutsche Forschungsgemeinschaft, 2000
- Mitglied der Leopoldina, 2003[1]
- Carus-Medaille, 2003
- Fellow der American Physical Society, 2003
- Bundesverdienstkreuz am Bande, 2008